# Bill Crow
Bill Crow est un contrebassiste de jazz américain né le 27 décembre 1927 à Othello, État de Washington. Il a notamment joué avec Marian McPartland, Stan Getz et Gerry Mulligan.

## Parcours
Sa mère lui apprend, très jeune, à chanter et à jouer du piano. A l'école, il s'initie à la trompette puis au saxhorn baryton, découvre le jazz, apprend à jouer du saxophone et de la batterie en autodidacte. En 1950, il s'installe à New York où il prend quelques cours de musique, au trombone à pistons, avec Lennie Tristano et fréquente le Birdland où il fait la connaissance de nombreux musiciens de jazz.
C'est pendant l'été 1950 qu'il apprend à jouer de la contrebasse, mais il continue un parcours de multi-instrumentiste. 
En 1952, par l'intermédiaire de Jimmy Raney, il fait un remplacement à la contrebasse dans le quartet de Stan Getz. Le remplacement d'une semaine va durer six mois, jusqu'en 1953 où il rejoint l'orchestre de Claude Thornhill. En 1954, il intègre le quartet de Terry Gibbs, puis rejoint le trio de Marian McPartland jusqu'en 1955.
Gerry Mulligan l'engage fin 1955 pour une tournée en Europe. Il jouera longtemps avec Mulligan (tournées en Europe et au Japon jusqu'en 1964), et multipliera les collaborations en parallèle, dont un concert avec Duke Ellington le 24 juillet 1958. Parallèlement à sa carrière de jazzman, il jouera dans de nombreuses comédies musicales sur Broadway.
Dans les années 1990, il fera partie du quintet de Clark Terry et du quartet de John Eckert.

## Discographie
- Avec Al Cohn et Zoot Sims
  - Either Way (label Fred Miles Presents, 1961)

## Sources
- Versions anglaise et allemande de cet article.